# Satriano di Lucania
Satriano di Lucania (até 1886 denominada Pietrafesa) é uma comuna italiana da região da Basilicata, província de Potenza, com cerca de 2.354 habitantes. Estende-se por uma área de 33 km², tendo uma densidade populacional de 71 hab/km². Faz fronteira com Brienza, Sant'Angelo Le Fratte, Sasso di Castalda, Savoia di Lucania, Tito.

## Demografia
| Variação demográfica do município entre 1861 e 2011                               |
|                                                                                   |
| Fonte: Istituto Nazionale di Statistica (ISTAT) - Elaboração gráfica da Wikipedia |